# Gråwachtel
Gråwachtel är en blandrashund som är en drivande hund med ställande egenskaper och som bland annat används vid vildsvinsjakt. En vanlig korsning är mellan wachtel och gråhund.